# 杜布罗夫卡站 (柳布利诺-德米特罗夫线)
橡木站（羅馬化：Dubrovka），也译杜布罗夫卡站，是莫斯科地鐵柳布林諾－德米特羅夫線的一個車站，開通於1999年12月11日。橡木站的深度達62.5米，在勝利公園站開通之前是莫斯科地鐵最深的車站。

## 外部連結
- （俄文） Metro.ru
- （俄文） MosMetro.ru
- （俄文） MyMetro.ru （页面存档备份，存于）
- （俄文） News.Metro.ru （页面存档备份，存于）
- （英文） KartaMetro.info — Station location and exits on Moscow map (English/Russian)

1. ↑  . 俄罗斯旅游中文网.   [2019-02-17]. （原始内容存档于2019-09-02）.